# 林克費訥科格爾山

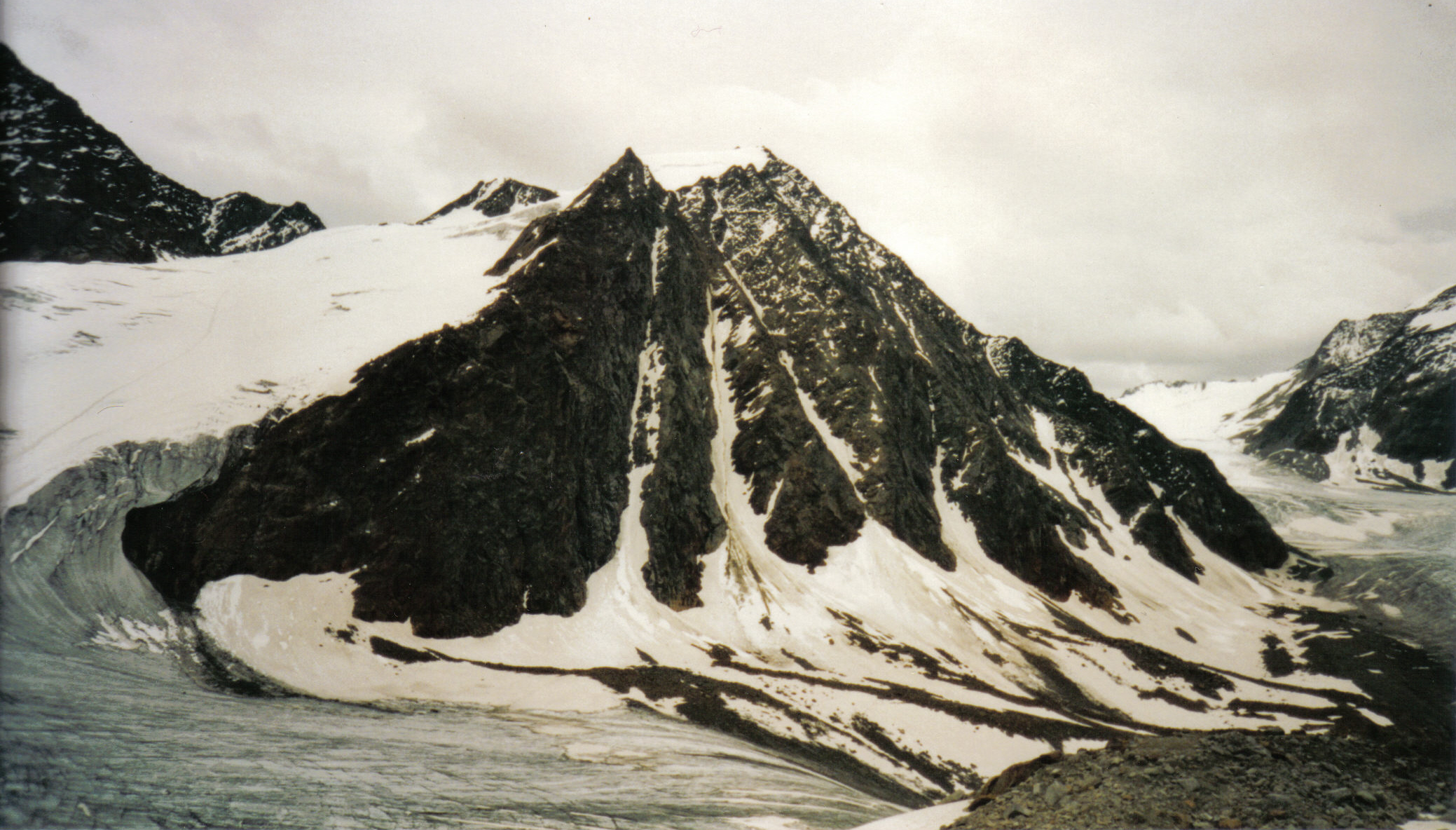

46°55′19.25″N 10°54′40.72″E / 46.9220139°N 10.9113111°E
林克費訥科格爾山（德語：Linker Fernerkogel），是奧地利的山峰，位於該國西部，由蒂羅爾州負責管轄，屬於奧茨塔爾阿爾卑斯山脈的一部分，海拔高度3,277米，人類在1892年8月30日首次登頂。